# Heroes Legend
Heroes Legend – rajd terenowy rozgrywany od roku 2006 na trasie offroadowego klasyka z Paryża do Dakaru. Inicjatorem tego przedsięwzięcia jest wielokrotny triumfator rajdu Dakar Hubert Auriol. W Heroes Legend mogą wystartować zespoły oraz zawodnicy, którzy nie dysponują wystarczającym budżetem do startu w tzw. dużym Dakarze. Uczestnicy spotykają się na starcie pod wieżą Eiffla w Paryżu. Meta i zakończenie w stolicy Senegalu Dakarze. Większość trasy przebiega przez kraje północnej i zachodniej Afryki.

## Stopień trudności
Uczestnicy rajdu muszą być przygotowani fizycznie, psychicznie oraz dysponować pojazdem zdolnym do pokonywania w trudnych warunkach terenowych odcinków ponad 500 km dziennie. Dla uczestników nie posiadających odpowiedniego przygotowania przewidziano turystyczny wariant rajdu zwany Bivouac-Bivouac.

## Współzawodnictwo
Prowadzona jest osobna klasyfikacja indywidualna w kategoriach motocykle (w tym quady i SSV), samochody terenowe (obejmuje 4x4, 2x4, Buggy oraz SUV) oraz Bivouac-Bivouac. Zadaniem uczestników jest pokonanie wyznaczonej trasy, opisanej w dostarczonym przez organizatorów tzw. road booku, z zachowaniem średniej prędkości przejazdu określonej dla danej kategorii pojazdów. Na wybranych fragmentach trasy, których rozmieszczenie nie jest znane zawodnikom mierzony jest czas przejazdu. Za przejazd w czasie krótszym lub dłuższym niż wynikający z założonej średniej prędkości uczestnik otrzymuje punkty karne. Dodatkowo na zawodników nałożony jest obowiązek przestrzegania ograniczenia prędkości podczas przejazdu przez obszary zamieszkane, złamanie którego może skutkować wykluczeniem z rajdu. Zwycięzcą w poszczególnych kategoriach zostaje uczestnik, który na mecie rajdu uzyskał najmniejszą, sumaryczną liczbę punktów karnych. Równolegle odbywa się klasyfikacja zespołowa w której liczy się średnią punktów uzyskanych przez członków poszczególnych zespołów. Kierowcy i załogi należący do jednego zespołu mogą startować w różnych kategoriach (łącznie z kategorią Bivouac-Bivouac).

## Bezpieczeństwo
Każdy pojazd uczestniczący w rajdzie jest wyposażony w nadajnik systemu e-Track. System ten umożliwia śledzenie ruchu pojazdu. Dodatkowo urządzenie posiada detektor przeciążeń, które mogą pojawić się w trakcie wypadku. W przypadku wykrycia takiego zdarzenia system automatycznie powiadamia organizatorów, którzy na miejsce zdarzenia wysyłają ratowników (zwykle helikopterem). Za pomocą tego samego urządzenia o pomoc medyczną oraz techniczną może prosić zawodnik, który nie może samodzielnie kontynuować wyścigu.

## Polacy w Heros Legend
Oficjalnie, pierwszym zawodnikiem z Polski, który wystartował w Heros Legend jest Piotr Krachulec. Uczestniczył on w edycji HL'08 na motocyklu Yamaha XT 500 w barwach zespołu Poland One Holand (wraz z Holendrami Nico i Corrya Witlox na Toyocie Hilux). Pan Piotr został sklasyfikowany na 61 pozycji.
Zamiar startu w edycji HL'09 ogłosiło kilka zespołów, ale 22 października 2009 roku, na starcie w Paryżu z polskich zawodników pojawili się tylko bracia Bartosz i Tomasz Foltynowie z TBR-Racing. Obaj wystartowali na Hondach TRX 450R. Zespół TBR-Racing został sklasyfikowany na 6. miejscu. W klasyfikacji indywidualnej bracia zajęli 8. (Bartosz) i 9. (Tomasz) miejsce.